# Leptophobia eleone
Leptophobia eleone ist ein Schmetterling aus der Familie der Weißlinge (Pieridae). Neben L. eleone eleone gibt es noch die Unterart L. eleone denigrata.

## Merkmale

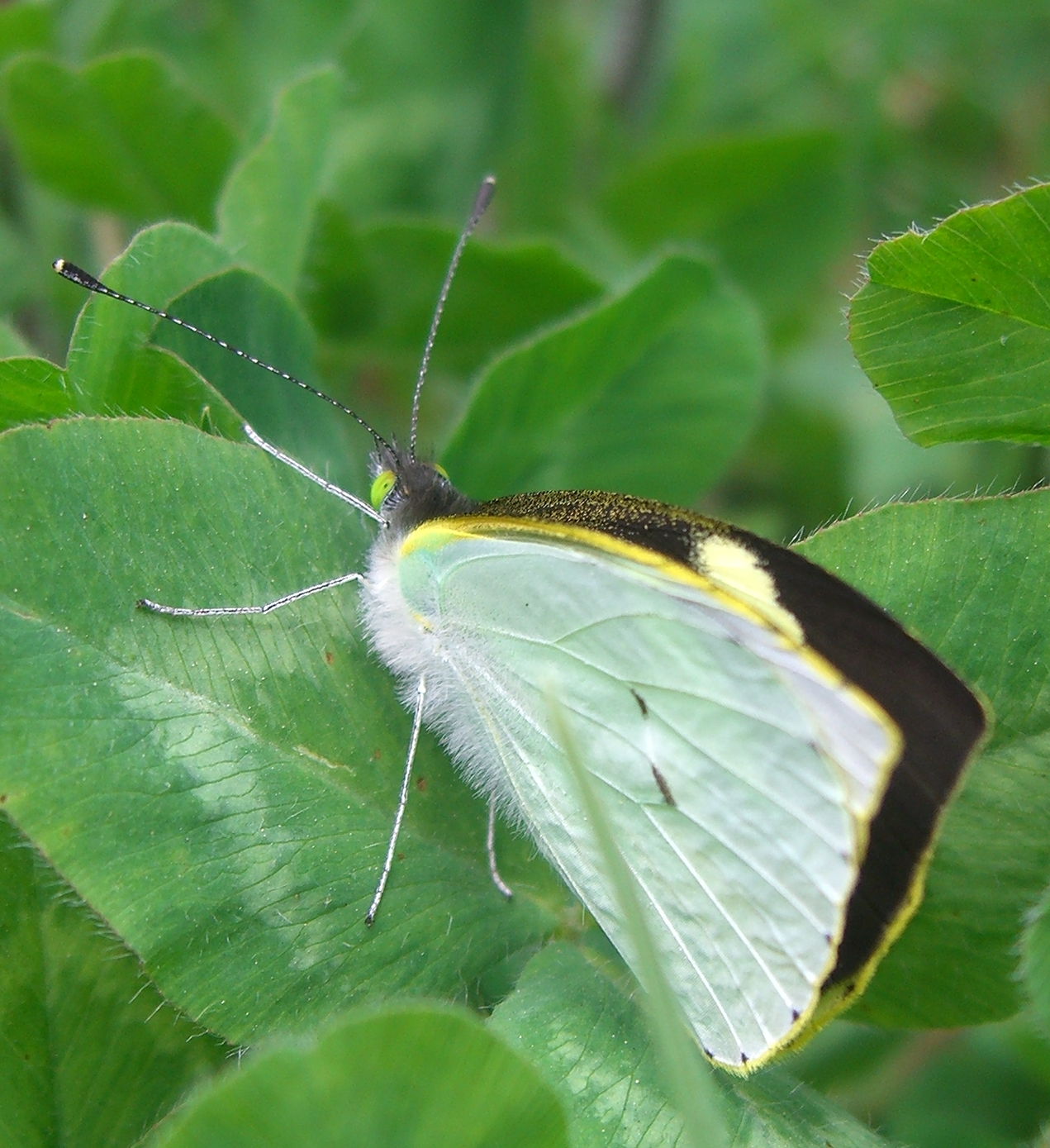
Flügelunterseite der Unterart L. eleone eleone

Die Falter haben eine Flügelspannweite von etwa 40 Millimetern. Die dominante Farbe der Flügeloberseite ist gelblich mit einer schwarzen Musterung an den Rändern des Vorderflügels. Bei den Weibchen sowie der Unterart L. eleone denigrata ist diese Musterung deutlich breiter, worauf auch der wissenschaftliche Name der Unterart anspielt. Des Weiteren ist bei der Unterart L. eleone eleone der Gelbton wesentlich kräftiger. Die Unterseite der Flügel sowie die Adern sind einfarbig weiß.

## Vorkommen
Die Tiere sind vor allem im Gebiet der östlichen Kordillere der Anden zwischen Venezuela und Bolivien verbreitet. Am häufigsten sind sie zwischen 2500 und 3300 Meter über dem Meeresspiegel anzutreffen. Die in der Sierra Nevada de Santa Marta endemische Unterart L. eleone denigrata ist auch bis 2000 Meter gemein.

### Nahrung der Raupen
Die Raupen ernähren sich hauptsächlich von Pflanzen aus den Gattungen Kohl (Brassica) und Kapuzinerkresse (Tropaeolum), wobei sie bei der Aufzucht auch Lepidium ruderale annehmen.